# Pico da Bandeira
Il Pico da Bandeira (2.892 m s.l.m.) è una montagna del Brasile al confine tra gli Stati del Minas Gerais e dell'Espírito Santo.
È la terza montagna più alta del Brasile dopo il Pico da Neblina ed il Pico 31 de Março.
Si trova all'interno del Parque Nacional do Caparaó.